# 呼和浩特财神庙
呼和浩特财神庙，位于内蒙古自治区呼和浩特市玉泉区大南街玉泉二巷11号，现为绥蒙抗日救国会旧址文物保管所。

## 简介
呼和浩特财神庙位于呼和浩特市大南街玉泉二巷11号，地处大召广场南端大约50米处，和大召、席力图召、观音庙、弘庆召、文庙相邻。根据记载，呼和浩特财神庙是清朝初期由归化城（今呼和浩特市玉泉区）内的商贾募捐兴建。
1938年冬，中共党组织派刘洪雄等人秘密潜入日本占领下的归绥（时称“厚和”，今呼和浩特市新城区）组织地下抗日武装。1940年初，中共归绥工委成立，刘洪雄任组织部长。此后，中共归绥工委以财神庙为秘密据点，成立群众性抗日救亡团体“绥蒙各界抗日救国会”。1940年7月12日，由于叛徒出卖，日本宪兵队在厚和市展开大搜捕，刘洪雄等200多名抗日人士被害。此即“厚和惨案”。
2007年6月25日，内蒙古自治区文物保护专家组成员开始对绥蒙各界抗日救国会旧址（财神庙遗址）修缮复原工程开展现场勘查论证。2008年4月，呼和浩特市文物事业管理处开始修缮呼和浩特财神庙，2008年12月16日对外开放。呼和浩特市文物事业管理处成立了绥蒙抗日救国会旧址文物保管所，在财神庙内陈列绥蒙各界抗日救国会从事抗日救亡运动的有关文物。 